# Aag
Pour plus de détails, voir Fiche technique et Distribution.
Aag est un film indien de Bollywood réalisé par K. Ravi Shankar sorti le 12 août 1994.
Le film met en vedette Govinda, Shilpa Shetty et Sonali Bendre, le long métrage fut un succès notable aux box-office.

## Box-office
- Box-office Inde : 240 690 000 Roupies.

Box-office india qualifie le film de Succès mitigé.